# Anatole Litvak
Pour les articles homonymes, voir Litvak.
 (décembre 2022).
Si vous disposez d'ouvrages ou d'articles de référence ou si vous connaissez des sites web de qualité traitant du thème abordé ici, merci de compléter l'article en donnant les références utiles à sa vérifiabilité et en les liant à la section « Notes et références ».
Anatole Litvak est un réalisateur, producteur et scénariste américain d'origine ukrainienne, né le 21 mai 1902 à Kiev (Ukraine) et mort le 15 décembre 1974 à Neuilly-sur-Seine (France).

## Biographie
C'est en URSS que, très jeune, il fait ses débuts au cinéma comme acteur avant de devenir ensemblier, puis assistant-réalisateur, en 1923. En 1925, il réalise son premier film, Tatiana, avant d'aller en Allemagne où il effectue le montage de La Rue sans joie de Georg Wilhelm Pabst (1925). Puis il est de nouveau assistant-réalisateur et réalisateur de plusieurs productions allemandes.
D'origine juive, devant la montée du nazisme, il quitte l'Allemagne au milieu des années 1930 pour se rendre en Angleterre et en France où il se lie d'amitié avec Joseph Kessel. Il adapte un roman de celui-ci en réalisant L'Équipage avec Charles Vanel, Annabella et Jean-Pierre Aumont (1935). Il collabore également avec l'écrivain sur Mayerling,  avec Danielle Darrieux et Charles Boyer (1936), drame sentimental décrivant la relation entre l'archiduc Rodolphe d'Autriche et sa maitresse Maria Vetsera qui connait un très gros succès international et lance la carrière de Danielle Darrieux.
En 1936, Litvak s'installe à Hollywood et prend la nationalité américaine. Il amorce sa carrière aux États-Unis au sein de la firme Warner Brothers avec la comédie Cette nuit est notre nuit, film adaptant une pièce du dramaturge français Jacques Deval dont la vedette est à nouveau Charles Boyer. Il tourne ensuite la comédie policière Le Mystérieux docteur Clitterhouse, dont John Huston est un des scénaristes.
En 1939, il réalise un des premiers films ouvertement antihitlériens produit aux États-Unis : Les Aveux d'un espion nazi. Le film est basé sur l'histoire vraie d'un agent du F.B.I qui a réussi à démanteler un réseau d'espions allemands. La sortie du long-métrage suscite une certaine hostilité et une salle de cinéma projetant le film est même incendiée par une bande de sympathisants nazis.
Pendant la Seconde Guerre mondiale, Anatole Litvak réalise avec Frank Capra, entre 1942 et 1945, trois des sept films de la série Pourquoi nous combattons (Why We Fight) commandée par le gouvernement des États-Unis, à l'intention des soldats américains avant leurs combats en France, qui est souvent considérée comme un chef-d'œuvre de propagande. En 1942, son premier épisode, Prelude to War, obtint un Oscar dans la catégorie « documentaire ».
Après la guerre, Litvak réalise The Long Night, un remake du film Le jour se lève dans lequel Henry Fonda reprend le rôle tenu par Jean Gabin. The Long Night est généralement jugé inférieur à son modèle. Litvak tourne ensuite deux de ses films les plus célèbres : Raccrochez, c'est une erreur et La Fosse aux serpents. Le premier est un film d'angoisse écrit par Lucille Fletcher qui adapte sa pièce radiophonique. Barbara Stanwyck y incarne une femme qui découvre qu'on veut la tuer. Le second est l'adaptation d'un roman semi-autobiographique de Mary Jane Ward. Olivia de Havilland y tient le rôle d'une femme qui séjourne dans une institution psychiatrique. Les deux films seront de gros succès au box-office. La Fosse aux serpents sera en outre en nomination pour six Oscars.
Des réminiscences du passé d'Anatole Litvak se retrouvent dans plusieurs de ses derniers films où il est question de quête identitaire, de révolution russe, d'insurrection, de répression, de nazisme, et dont l'action se situe en Europe. Dans cette veine, on peut citer le récit d'espionnage Le Traître (1951), Un acte d'amour avec Kirk Douglas et Dany Robin (1953), Anastasia avec Yul Brynner et Ingrid Bergman (1956), Le Voyage avec Deborah Kerr et Yul Brynner (1959), et enfin La Nuit des généraux, avec Omar Sharif et Peter O'Toole (1967). Enquête policière se déroulant durant la Seconde Guerre mondiale, La Nuit des généraux permet de plus à Litvak de collaborer à nouveau avec Kessel, qui cosigne le scénario du film d'après le roman éponyme de Hans Hellmut Kirst de 1962.
Entretemps, il réalise trois films de genre en France : une comédie romantique adaptée du roman éponyme de Françoise Sagan, Aimez-vous Brahms… avec Ingrid Bergman, Yves Montand et Anthony Perkins (1961), et deux thrillers, Le Couteau dans la plaie avec Anthony Perkins et Sophia Loren (1962), puis La Dame dans l'auto avec des lunettes et un fusil (1970), adaptation d'un roman de Sébastien Japrisot, mettant en vedette Samantha Eggar et Oliver Reed. C'est avec ce film que Litvak achève sa carrière. Il meurt à Neuilly-sur-Seine le 15 décembre 1974.
Il a été marié avec l'actrice américaine Miriam Hopkins, de 1937 à 1939, avant d'épouser, en secondes noces, le mannequin français Sophie Steur, le 2 décembre 1955, qui restera sa compagne jusqu'à son décès, en 1974, et mourra peu après lui.
Incinéré, il est inhumé au columbarium du cimetière du Père-Lachaise (division 87, case n° 15 994), derrière une case anonyme.

## Filmographie

### Réalisateur
- 1923 : Tatiana (Татьяна)[2]
- 1924 : Serdtsi i dollari (court-métrage)[2]
- 1930 : Dolly fait son chemin (de) (Dolly macht Karriere)
- 1931 : Calais-Douvres
  - 1931 : Nie wieder Liebe (version allemande de Calais-Douvres)
- 1932 : Cœur de lilas
- 1932 : La Chanson d'une nuit
  - 1932 : Das Lied einer Nacht (version allemande de La Chanson d'une nuit)
  - 1932 : Tell Me Tonight (en) (version britannique de La Chanson d'une nuit)
- 1933 : Sleeping Car
- 1933 : Cette vieille canaille
- 1935 : L'Équipage
- 1936 : Mayerling
- 1937 : La Femme que j'aime (The Woman I Love)
- 1937 : Cette nuit est notre nuit (Tovarich)
- 1938 : Le Mystérieux Docteur Clitterhouse (The Amazing Dr. Clitterhouse)
- 1938 : Nuits de bal (The Sisters)
- 1939 : Les Aveux d'un espion nazi (Confessions of a Nazi Spy)
- 1940 : Castle on the Hudson
- 1940 : L'Étrangère (All This, and Heaven Too)
- 1940 : Ville conquise (City for Conquest)
- 1941 : Out of the Fog
- 1941 : Blues in the Night
- 1942 : Âmes rebelles (This Above All)
- 1943 : Pourquoi nous combattons (Why We Fight), coréalisé avec Frank Capra (film de propagande), dont Prélude à la guerre (Prelude To War), Les nazis attaquent (The Nazis Strike) et Diviser pour régner (Divide and Conquer), La Bataille d'Angleterre (The Battle of Britain), La Bataille de Russie (The Battle of Russia), La Bataille de Chine (The Battle of China), L'Amérique en guerre vous parle (War Comes to America)
- 1947 : La Longue Nuit (The Long Night)
- 1948 : Raccrochez, c'est une erreur ! (Sorry, Wrong Number)
- 1948 : La Fosse aux serpents (The Snake Pit)
- 1951 : Le Traître (Decision Before Dawn)
- 1953 : Un acte d'amour
- 1955 : L'Autre Homme (The Deep Blue Sea)
- 1956 : Anastasia
- 1959 : Le Voyage (The Journey)
- 1961 : Aimez-vous Brahms... (Goodbye Again)
- 1962 : Le Couteau dans la plaie
- 1967 : La Nuit des généraux (The Night of the Generals)
- 1970 : La Dame dans l'auto avec des lunettes et un fusil (The Lady in the Car with Glasses and a Gun)

### Scénariste
- 1925 : Samii yuni pioner[2] (Самый юный пионер)

## Distinctions

### Récompenses
- Mostra de Venise 1949 : prix international du meilleur film pour La Fosse aux serpents
- Bodil 1950 : prix du meilleur film américain pour La Fosse aux serpents
- 2 Étoiles sur le Walk of fame de l'Hollywood Boulevard pour son œuvre cinématographique :
  - 1959 : au no 6633 du Walk of Fame
  - 1960 : au no 6635 du Walk of Fame

### Nominations
- Mostra de Venise 1936 : nommé pour la Coupe Mussolini pour Mayerling
- Mostra de Venise 1949 : sélection officielle en compétition pour La Fosse aux serpents
- Oscars 1949 : nommé pour l'Oscar du meilleur réalisateur pour La Fosse aux serpents
- Directors Guild of America 1949 : nommé pour le prix du meilleur film pour La Fosse aux serpents
- Directors Guild of America 1952 : nommé pour le prix du meilleur film pour Le Traître
- Oscars 1952 : nommé pour l'Oscar du meilleur film pour Le Traître
- Mostra de Venise 1955 :sélection officielle en compétition pour L'Autre Homme (1955).
- Laurel Awards 1958 : nommé pour le Golden Laurel du meilleur réalisateur-producteur (10e place).
- Laurel Awards 1959 : nommé pour le Golden Laurel du meilleur réalisateur/producteur (8e place).
- Festival de Cannes 1961 : sélection officielle en compétition pour Aimez-vous Brahms...